# Banco Nacional (Durango)
Banco Nacional es una localidad del estado mexicano de Durango. Es parte del municipio de Tlahualilo.

## Demografía
| Gráfica de evolución demográfica |
|                                  |

| Censo | Población |
| ----- | --------- |
| 1910  | 223       |
| 1921  | 264       |
| 1930  | 438       |
| 1940  | 496       |
| 1950  | 648       |
| 1960  | 646       |
| 1970  | 967       |
| 1980  | 1 202     |
| 1990  | 1 159     |
| 2000  | 906       |
| 2010  | 1 072     |
| 2020  | 1 021     |